# Ley Le Chapelier
La Ley Le Chapelier (del nombre del abogado bretón Isaac le Chapelier, que había presidido la sesión del 4 de agosto de 1789 en la Asamblea Nacional en la que se decretó la abolición del feudalismo, y había participado en la creación del Club Bretón, luego Sociedad de los Amigos de la Constitución, no confundir con el Club de los Amigos de la Constitución), promulgada en Francia el 14 de junio de 1791, en plena Revolución francesa, instaura la libertad de empresa y prohíbe los gremios laborales de cualquier clase. Es reconocida por su efecto de prohibir la libertad de asociación y promover la libertad de profesión u oficio evitando la colusión y cartelización contra la competencia. Esta ley sigue muy de cerca el decreto de Allarde de 2 y 17 de marzo del mismo año, tanto en sus objetivos como por su proximidad histórica. El decreto de Allarde abolía los gremios y contribuía, también, a establecer la libertad de ejercer una actividad profesional afirmando el principio de que "Toda persona será libre de ejercer cualquier negocio, profesión, arte u oficio que estime conveniente".
Esta ley fue aprobada en el contexto de la desaparición del Antiguo Régimen y de las corporaciones que lo constituían, tanto los órdenes privilegiados como los gremios, y que impedían el libre ejercicio profesional, y expresa el compromiso con una forma primitiva y contradictoria de liberalismo económico.

- Art 1. El desmantelamiento de toda clase de corporaciones de ciudadanos del mismo oficio y profesión es una de las bases fundamentales de la Constitución Francesa, y se prohíbe totalmente volver a crearlas bajo cualquier forma.
- Art 2. Los ciudadanos del mismo oficio o profesión, empresarios, comerciantes, artesanos, obreros y artesanos de cualquier ramo, no pueden, cuando están juntos, nombrar presidente, secretario o síndico, llevar registros, promulgar estatutos u ordenanzas ni tomar decisiones, ni imponer normas en su interés común.

La Ley Le Chapelier fue derogada el 25 de mayo de 1864 por la Ley Ollivier que abolía el delito de asociación.